# Iluminado Sanz Sancho
Iluminado Sanz Sancho es un historiador español de la Edad Media. Desempeñó su actividad en la Universidad Autónoma de Madrid, donde fue docente de las asignaturas Historia de España en la Edad Media y España Islámica.
Su principal línea de investigación es la Iglesia castellana bajomedieval, sobre la cual versa la mayoría de sus publicaciones.